# محمد الغرسي
محمد الغرسي أحد أكثر الشعراء الشعبيين المعاصرين شهرة في اليمن قبل توحيد اليمن كان يعتبر الغرسي بأنه المتحدث الرسمي باسم النظام الجمهوري. اسمه الكامل محمد ناصر الغرسي و قد توفي عام 2006. 
وأشهر قصيدة له هي القصيدة الغزلية (يا ناهب الروح غصبا منكم لله)